# مسجد جامع فسا
مسجد جامع فسا مربوط به دوره قاجار است و در فسا، خیابان امام خمینی، پشت بانک مرکزی، کوچه مسجد جامع واقع شده و این اثر در تاریخ ۲۶ اسفند ۱۳۸۶ با شمارهٔ ثبت ۲۱۸۹۹ به‌عنوان یکی از آثار ملی ایران به ثبت رسیده است.